# Maguai
Maguai (em birmanês: Magway) é a capital e a maior cidade na região de Maguai, na Birmânia (ou Mianmar). De acordo com o censo de 2014, havia 94 038 habitantes.